# Saarmiku säär
Saarmiku säär ist eine Halbinsel in der Landgemeinde Saaremaa im Kreis Saare auf der größten estnischen Insel Saaremaa. Die Halbinsel bildet das Ende der Kübassaare poolsaar. Die Halbinsel befindet sich im Kahtla-Kübassaare hoiuala.
Saarmiku säär ist 520 Meter lang und 50 Meter breit.